# Bill Willingham

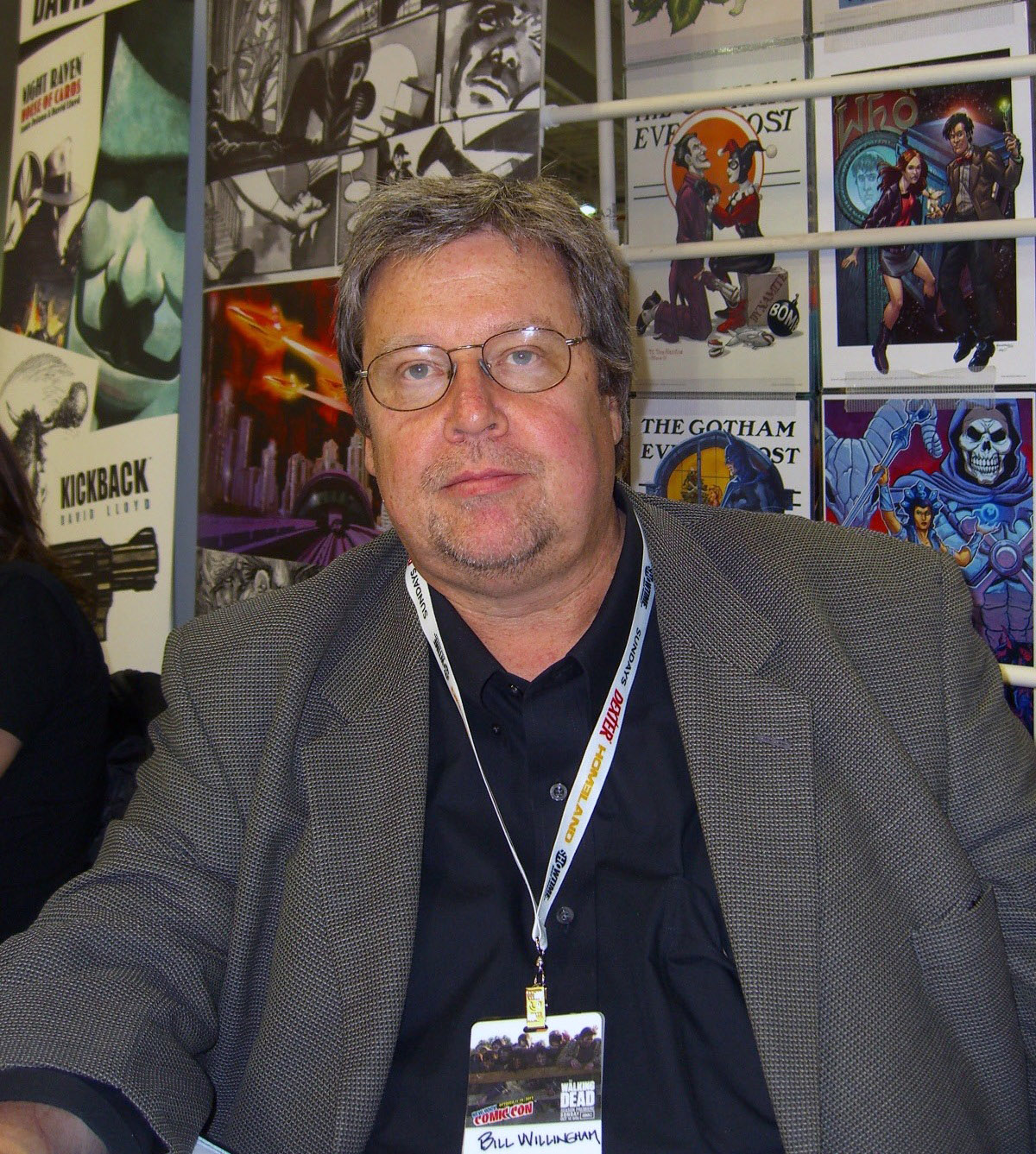
Bill Willingham (2012)

Bill Willingham (* Dezember 1956 in Fort Belvoir, Virginia) ist ein US-amerikanischer Comicautor und -zeichner.

## Leben und Arbeit
Willingham begann in den frühen 1980er Jahren als hauptberuflicher Comicautor zu arbeiten, nachdem er in den späten 1970er Jahren eine Stelle als Redakteur bei IRS, einem Hersteller von Rollenspielen erhalten hatte.
Sein künstlerisches Debüt gab er mit der Serie Elementals die bei Comico erschien. Für diese schrieb er die Hefte #1-23 der ersten Serie unter diesem Titel, die Hefte #1-16 und 18-23 einer neugestarteten zweiten Serie, sowie einige Specials wie Elementals Special, Elementals: Sex Special (1991), Elementas: Ghost of a Chance (1995) und Elementals: The Vampire's Revenge. Es folgten einige Geschichten für DC-Comics Sci-Fi-Klassiker Green Lantern und drei Hefte für die von ihm selbst geschaffene Serie Coventry. Für Eros Comix produzierte Willingham zudem 1991 einige pornographische Comicgeschichten die unter dem Titel Ironwood (#1-11) auf den Markt kamen.
Ende der 1990er Jahre verfasste Willingham die dreizehnteilige Serie Pantheon die bei dem Verlag Lone Star Press erschien. Es folgte eine phasenweise Konzentration auf seiner schriftstellerischen Arbeiten: So schrieb er eine Reihe von kurzen Romanen, die von modernen Abenteuern der altangelsächsischen Mythengestalt des Kriegers Beowulf handelten und den Fantasyroman Down the Mysterly River.
Seit den frühen 2000er Jahren ist Willingham in extensivem Maße als Autor für DC-Comics tätig: Für diesen hat er unter anderem eine Miniserie über die Figur der Hexe Thessaly aus Sandman (Sandman Presents: Thessaly, Whitch for Hire #1-4), die Serie Proposition Player und die Reihe Fables vorgelegt. Zudem verfasste er von 2004 bis 2006 die Superhelden-Serie Robin (#121-147) und schrieb einige Hefte für die Serien Batman (#631-633 und #643-644) und Legends of the Dark Knight (#168). Für DCs Konkurrenten Marvel Comics verfasste Willingham ein Heft der Serie Ultimate X-Men.
Im Anschluss an die sechsteilige Miniserie Day of Vengeance textet Willingham seit 2006 die  bislang sechzehn Hefte umfassende Serie Shadow Pact über eine Gruppe von Magiern, Dämonen und anderen Praktikern und Trägern übersinnlicher Fähigkeiten, die aus Figuren wie Deadman, Zatanna und dem Ragman bestand.
Seit 2002 erscheint im Imprint Vertigo von DC Comics  die langlebige Serie Fables. Die Serie handelt von verschiedenen Märchenfiguren, welche aus ihrer Heimat vertrieben wurden und sich im heutigen New York durchschlagen müssen. Die Serie wurde unter anderem mit dem Eisner Award ausgezeichnet und ist Vorlage für das Videospiel The Wolf Among Us von Telltale Games.